# Sudhir Kakar
Sudhir Kakar, né le 25 juillet 1938 à Nainital (Inde britannique) et mort le 22 avril 2024 à Goa,, est un psychanalyste et écrivain indien. 
Il écrit de nombreux ouvrages de psychanalyse sur le monde indien et plusieurs romans ; la plupart de ses ouvrages sont traduits en français.

## Biographie
Sudhir Kakar vivait à Goa.